# Strada statale 65 (Polonia)
La strada statale 65 (sigla DK 65, in polacco droga krajowa 65) è una strada statale polacca che attraversa il Paese da Gołdap a Bobrowniki, paese nel voivodato della Podlachia, al confine con la Bielorussia.